# Monevui
Monevui és un indret del terme de Sarroca de Bellera, al Pallars Jussà.
És el vessant nord-occidental del Tossal Gros, a l'esquerra del barranc de Monevui, a l'oest de la Collada de les Terres.